# Liste der Kulturdenkmale in Gremersdorf
In der Liste der Kulturdenkmale in Gremersdorf sind alle Kulturdenkmale der schleswig-holsteinischen Gemeinde Gremersdorf (Kreis Ostholstein) und ihrer Ortsteile aufgelistet (Stand: 14. April 2025).

## Legende
In den Spalten befinden sich folgende Informationen:
- Objekt-ID: die Nummer des Kulturdenkmales
- Lage: die Adresse des Kulturdenkmales und die geographischen Koordinaten. Kartenansicht, um Koordinaten zu setzen. In der Kartenansicht sind Kulturdenkmale ohne Koordinaten mit einem roten Marker dargestellt und können in der Karte gesetzt werden. Kulturdenkmale ohne Bild sind mit einem blauen Marker gekennzeichnet, Kulturdenkmale mit Bild mit einem grünen Marker.
- Offizielle Bezeichnung: Bezeichnung des Kulturdenkmales
- Beschreibung: die Beschreibung des Kulturdenkmales
- Bild: ein Bild des Kulturdenkmales

## Sachgesamtheiten
| Objekt-ID      | Lage                                            | Offizielle Bezeichnung     | Beschreibung | Bild |
| -------------- | ----------------------------------------------- | -------------------------- | --- | ---- |
| 37073 Wikidata | Am Lindenplatz 6 (54° 20′ 13″ N, 10° 52′ 50″ O) | Bauernhof Am Lindenplatz 6 | Hofstelle; 19. Jh.; breit gelagertes Querdielenhaus in Backstein und Lehm (um 1830) sowie Nebengebäude in Backstein (ehem. Schafstall, 19. Jh.) - Begründung: geschichtlich, wissenschaftlich, Kulturlandschaft prägend - Schutzumfang: Wohn- und Wirtschaftsgebäude, Schafstall | BW   |

## Bauliche Anlagen
| Objekt-ID      | Lage                                                | Offizielle Bezeichnung                     | Beschreibung | Bild            |
| -------------- | --------------------------------------------------- | ------------------------------------------ | --- | --------------- |
| 30033 Wikidata | Am Lindenplatz 6 (54° 20′ 13″ N, 10° 52′ 50″ O)     | Wohn- und Wirtschaftsgebäude               | Wohnstallhaus; um 1830; eingeschossiger Bau mit Quererschließung und reetgedecktem Halbwalmdach, Stallteil in Backstein, Wohnteil mit Stampflehmwänden und Ziegelverblendung - Begründung: geschichtlich, wissenschaftlich, Kulturlandschaft prägend - Schutzumfang: gesamtes Objekt - Denkmaltyp: Bauliche Anlage, Sachgesamtheit: Bauernhof Am Lindenplatz 6 | BW              |
| 585 Wikidata   | An der Rundscheune 6 (54° 19′ 44″ N, 10° 56′ 50″ O) | Gut Bollbrügge: Rundscheune                | Hof Bollbrügge; Rundscheune, mit dicken Mauern aus gestampften Lehm und kegelförmigen Reetdach. 2. Hälfte des 18. Jahrhunderts. Alteintragung (Aktualisierung vorgesehen) - Begründung: Alteintragung (Aktualisierung vorgesehen) - Schutzumfang: Alteintragung (Aktualisierung vorgesehen) - Denkmaltyp: Bauliche Anlage                                      | Fotos hochladen |
| 985 Wikidata   | Friedrichstal (54° 18′ 58″ N, 10° 55′ 24″ O)        | Gut Friedrichstal: Herrenhaus              | Alteintragung (Aktualisierung vorgesehen) - Begründung: Alteintragung (Aktualisierung vorgesehen) - Schutzumfang: Alteintragung (Aktualisierung vorgesehen) - Denkmaltyp: Bauliche Anlage | BW              |
| 986 Wikidata   | Friedrichstal (54° 18′ 57″ N, 10° 55′ 22″ O)        | Gut Friedrichstal: Verwalterhaus / Meierei | Alteintragung (Aktualisierung vorgesehen) - Begründung: Alteintragung (Aktualisierung vorgesehen) - Schutzumfang: Alteintragung (Aktualisierung vorgesehen) - Denkmaltyp: Bauliche Anlage | BW              |
| 987 Wikidata   | Friedrichstal (54° 18′ 56″ N, 10° 55′ 22″ O)        | Gut Friedrichstal: Scheune                 | Alteintragung (Aktualisierung vorgesehen) - Begründung: Alteintragung (Aktualisierung vorgesehen) - Schutzumfang: Alteintragung (Aktualisierung vorgesehen) - Denkmaltyp: Bauliche Anlage | BW              |
| 30020 Wikidata | Hufenweg 13 (54° 20′ 52″ N, 10° 55′ 5″ O)           | Wohnhaus                                   | Wohnhaus; 1848; traufständiger eingeschossiger Backsteinbau mit Mittelzwerchhaus und vorgestellter offener Eingangsvorhalle mit Altan, flaches Satteldach - Begründung: geschichtlich, künstlerisch, städtebaulich - Schutzumfang: gesamtes Objekt - Denkmaltyp: Bauliche Anlage                                                                               | BW              |
| 19400 Wikidata | Meierhof 1 (54° 21′ 10″ N, 10° 55′ 40″ O)           | Wohnhaus                                   | Wohnhaus; wohl nach 1842, 1920er Jahre ergänzt; eingeschossiger, traufständiger Backsteinbreitbau mit Mittelrisaliten, pfannengedecktes Schopfwalmdach - Begründung: geschichtlich, städtebaulich, Kulturlandschaft prägend - Schutzumfang: gesamtes Objekt - Denkmaltyp: Bauliche Anlage                                                                      | BW              |
| 19403 Wikidata | Meierhof 1 (54° 21′ 10″ N, 10° 55′ 37″ O)           | Taubenhaus                                 | Taubenhaus; Anfang 20. Jahrhundert; massives Backsteingebäude, dreiteilig mit mittigem zweistöckigem Turm mit Fachwerkobergeschoss und Mansarddach mit Schopf und seitlich zurücktretenden Annexen mit Walmdächern - Begründung: geschichtlich, künstlerisch, Kulturlandschaft prägend - Schutzumfang: gesamtes Objekt - Denkmaltyp: Bauliche Anlage           | BW              |
| 966 Wikidata   | Seegalendorf 30 (54° 18′ 41″ N, 10° 57′ 12″ O)      | Gut Seegalendorf: Herrenhaus               | Alteintragung (Aktualisierung vorgesehen) - Begründung: Alteintragung (Aktualisierung vorgesehen) - Schutzumfang: Alteintragung (Aktualisierung vorgesehen) - Denkmaltyp: Bauliche Anlage | BW              |
| 968 Wikidata   | Seegalendorf 30 (54° 18′ 46″ N, 10° 57′ 11″ O)      | Gut Seegalendorf: Torhaus                  | Alteintragung (Aktualisierung vorgesehen) - Begründung: Alteintragung (Aktualisierung vorgesehen) - Schutzumfang: Alteintragung (Aktualisierung vorgesehen) - Denkmaltyp: Bauliche Anlage | BW              |
| 969 Wikidata   | Seegalendorf 30 (54° 18′ 45″ N, 10° 57′ 10″ O)      | Gut Seegalendorf: Scheune                  | Alteintragung (Aktualisierung vorgesehen) - Begründung: Alteintragung (Aktualisierung vorgesehen) - Schutzumfang: Alteintragung (Aktualisierung vorgesehen) - Denkmaltyp: Bauliche Anlage | BW              |

## Gründenkmale
| Objekt-ID    | Lage                                           | Offizielle Bezeichnung          | Beschreibung | Bild |
| ------------ | ---------------------------------------------- | ------------------------------- | --- | ---- |
| 967 Wikidata | Seegalendorf 30 (54° 18′ 45″ N, 10° 57′ 11″ O) | Gut Seegalendorf: Zufahrtsallee | Alteintragung (Aktualisierung vorgesehen) - Begründung: geschichtlich, Kulturlandschaft prägend - Schutzumfang: gesamtes Objekt - Denkmaltyp: Gründenkmal | BW   |

## Ehemalige Kulturdenkmale
| Objekt-ID      | Lage                                      | Offizielle Bezeichnung | Beschreibung | Bild |
| -------------- | ----------------------------------------- | ---------------------- | --- | ---- |
| 30014 Wikidata | Meierhof 7 (54° 21′ 10″ N, 10° 55′ 31″ O) | Wirtschaftsgebäude     | Wirtschaftsgebäude; 1922, Architekt Johann Boller; Backsteinbreitbau in den Formen des Heimatschutzstils, pfannengedecktes Mansarddach | BW   |

## Quelle
- Liste der Kulturdenkmale in Schleswig-Holstein – Kreis Ostholstein (PDF)

- Karte mit allen Koordinaten:
- OSM |
- WikiMap